# دریاچه ویدما
دریاچه ویدما (اسپانیایی: Lago Viedma‎) به طول ۸۰ کیلومتر در جنوب پاتاگونیا و نزدیک مرز آرژانتین و شیلی قرار دارد. این دریاچه یک فرورفتگی بزرگ ناشی از ذوب یخچال‌های طبیعی است و دومین دریاچه بزرگ آرژانتین به‌شمار می‌رود. نام این دریاچه از آنتونیو د ویدما کاوشگر اسپانیایی گرفته شده که در سال ۱۷۸۳ به عنوان نخستین اروپایی به ساحل این دریاچه رسید.
شهر ال چالتن و قله‌های سرو توره و فیتز روی در کوه‌های آند در نزدیکی این دریاچه قرار دارند.
این دریاچه عمدتاً توسط یخچال ویدما در انتهای غربی آن تغذیه می‌شود. آب این دریاچه از طریق رود لا لئونا به دریاچه آرخنتینو جریان دارد و در نهایت توسط رود سانتاکروز به اقیانوس اطلس منتهی می‌شود.
دریاچه ویدما اگرچه در قلمرو آرژانتین قرار دارد ولی سواحل غربی آن به میدان یخچالی پاتاگونیای جنوبی و منطقه‌ای منتهی می‌شود که در آن مرز آرژانتین و شیلی مشخص نشده‌است.